# Kijabe
Kijabe là một chi nhện trong họ Oonopidae.